# Gineta Stoenescu

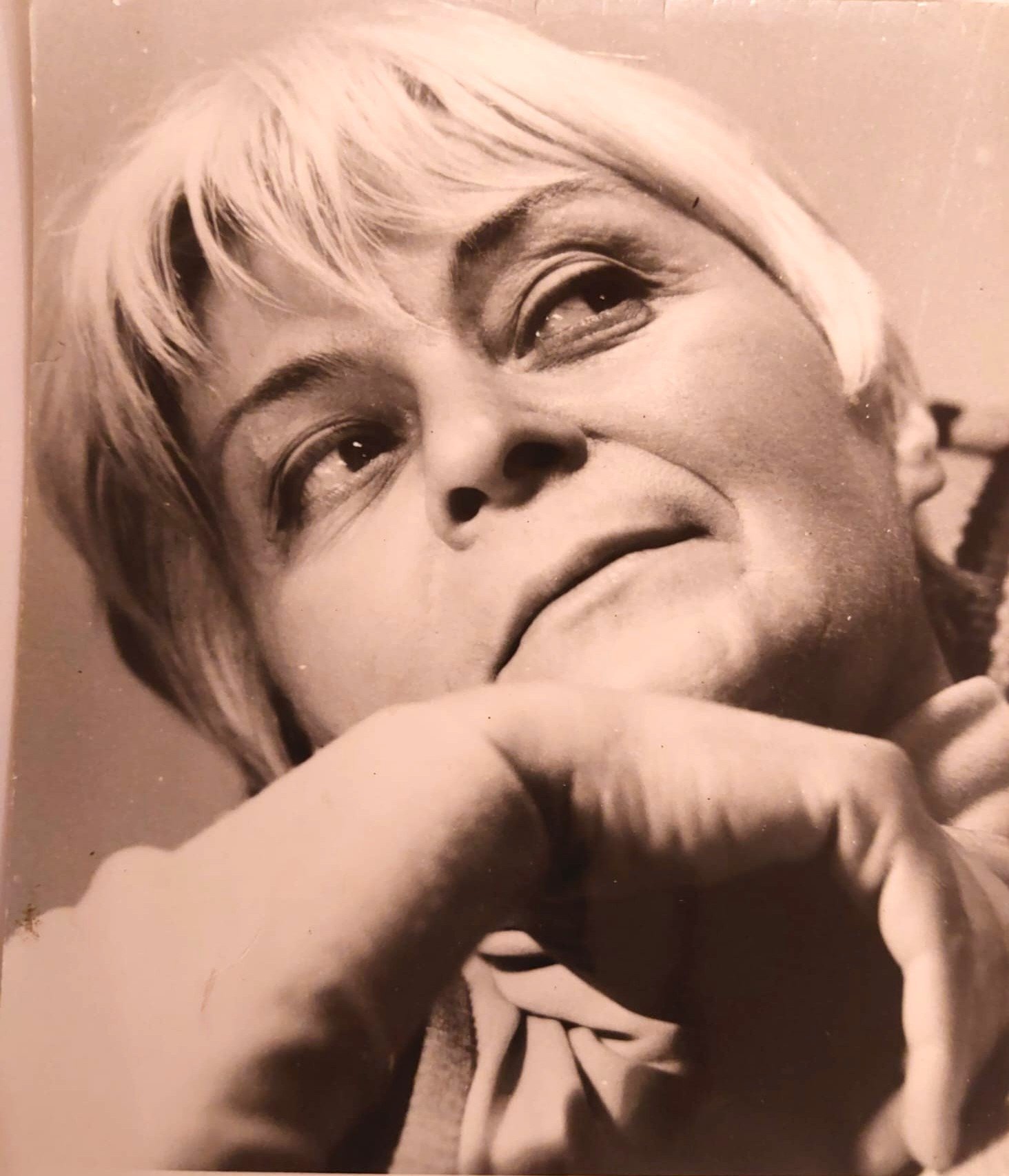

Georgeta Stoenescu, cunoscută și ca Gineta Stoenescu, (n. 3 august 1928, Bârlad, Tutova, România – d. 25 martie 2003) a fost o antrenoare română de gimnastică ritmică, care a coordonat echipa națională de gimnastică ritmică și a condus Comisia Tehnică de Gimnastică Ritmică din cadrul Federației Române de Gimnastică (1988–1989).

## Biografie
S-a născut pe 03.08.1928, Bârlad, a urmat cursurile gimnaziale și apoi Liceul Teoretic "Radu Iorga" din Bârlad. Tatăl ei, Nicolae Chiriac, a fost tipograf, fiu de țăran, om plin de vitalitate și cu o deosebită forță de muncă. A avut o tipografie în Bârlad unde atât Gineta cât și fratele ei, Virgil Chiriac, au fost profund influențați. La vârsta maturității, Virgil Chiriac devine scriitor, iar Gineta profesoară de Educație Fizică și Sport. Mama ei, Lucreția Chiriac, avea aptitudini pedagogice remarcabile. Talentată la desen, dotată cu discernământ literar, simț artistic, muzical și ritmic la dans. Celebra în Bârlad ca "regina balului", și-a pus amprenta asupra educației copiilor, îndreptându-i pe linie artistică și literară, imprimându-le corectitudine în comportamente.

### Educație
- 1938-1946: Gineta, încă din liceu, arată talent la desen, obținând note de 10. A avut ca profesor pe marele sculptor Marcel Guguianu, căruia îi face portretul într-o oră de desen. Ca elevă, s-a evidențiat la dans, fiind solista liceului la serbări, sprijinită de profesoara Adriana Popovici.
- 1946-1950: Urmeaza Academia de Ed.Fizica si Sport Bucuresti.Ca studenta se remarca la gimnastica ritmica in fruntea anului sau.Odata cu nationalizarea- comasarea intreprinderilor 1946 tatalui ei i se confisca tipografia si in calitate de patron, face ca regimul comunist sa-i stigmatizeze pe copii. Astfel studenta in anul II , Gineta intimpina greutati financiare . Drept urmare Gineta pentru asi plati taxele accepta comenzi, contra cost, de portrete facute dupa fotografii pentru colegi, pe care le executa in creion sau carbune. In vacante deseneaza atit la solicitarea barladenilor cit si a colegilor bucuresteni. La cursul de schi, face ecusoane cu aplicații artistice din fetru si cordoane. Cu bani cistigati își achita taxele. Pregătește pentru diverse licee dansuri pentru serbări anuale.

### Carieră
- 1950: Își dă licența cu specialitatea gimnastică ritmică la ANEFS.
- 1950-1985: Angajată la Institutul Politehnic București, catedra de Educație Fizică și Sport, ajungând conferențiar universitar. Antrenoarea echipei de gimnastică ritmică a Clubului Sportiv Politehnica, cu rezultate în țară și străinătate. Specializată în compoziția ansamblurilor de gimnastică ritmică, crea costume și colabora cu scenografii.

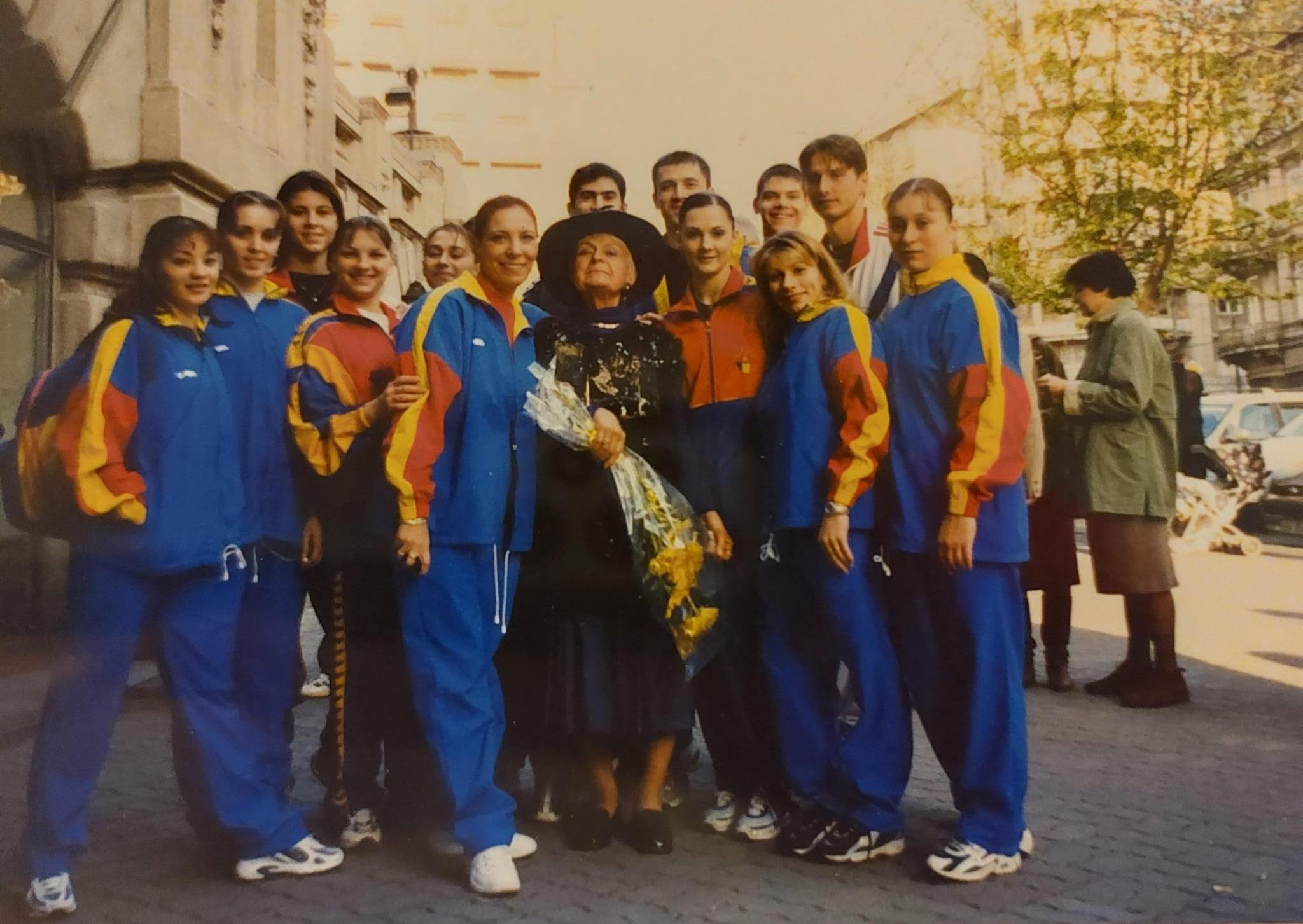

- 1968-1970: Studiază limba spaniolă la Universitatea Cultural Științifică București pentru a susține cursuri de gimnastică ritmică în Spania, predând în limba spaniolă și obținând succes.1982: Conduce cursuri de gimnastică ritmică ca președintă a Comisiei de Gimnastică Ritmică din țară.
- 1995-1998: Conduce cursuri de gimnastică aerobică ca președintă a Comisiei de Sport Aerobic.

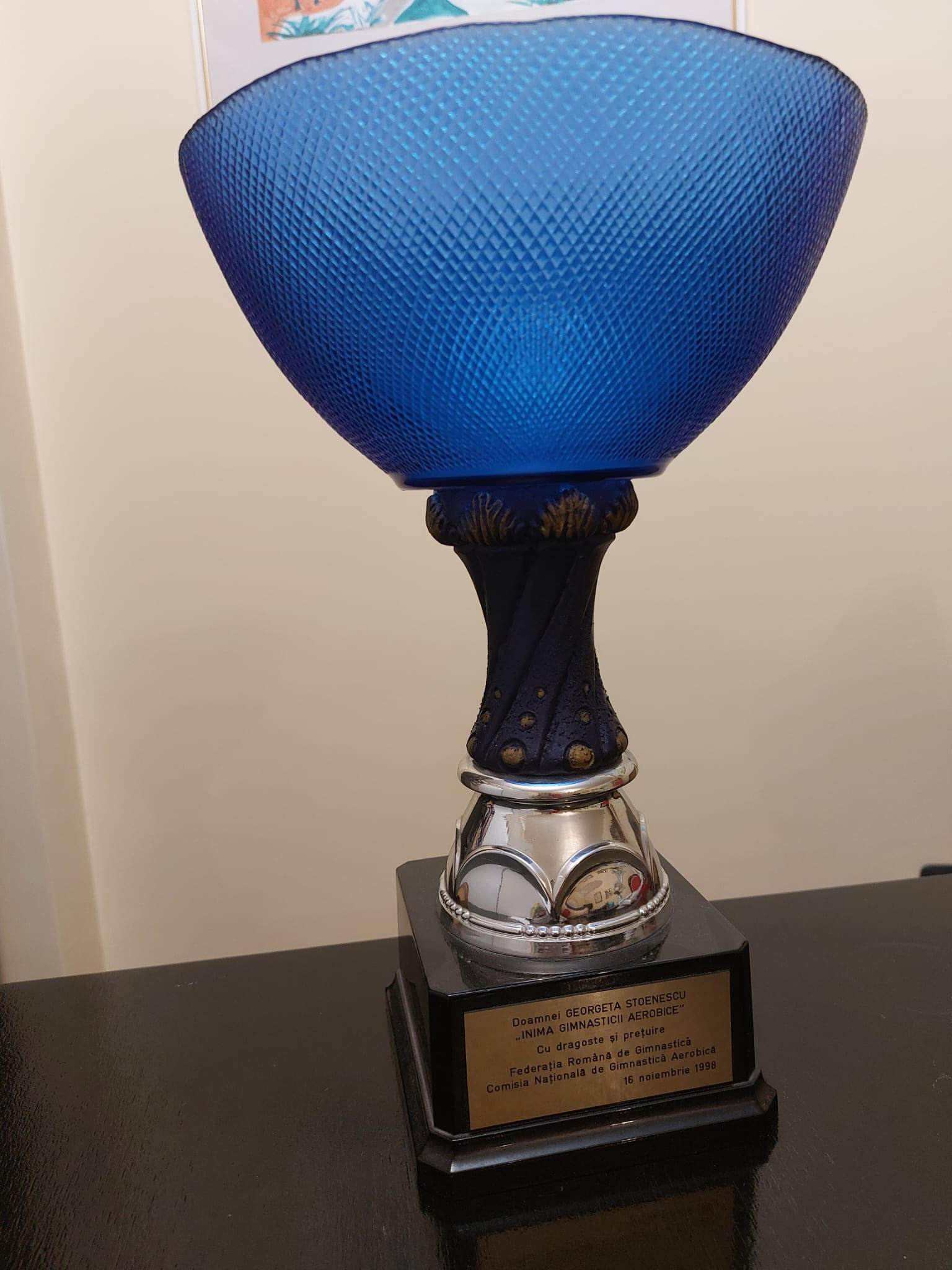

- 1995-1996: Absolvă cursuri intercontinentale de antrenori și arbitri gimnastică aerobică în Elveția și Anglia, fiind prima profesoară din România care obține brevetul de arbitru continental. Drept de a arbitra Campionate Europene și Mondiale de gimnastică aerobică.

### Distincții și realizări
- Medalia „Meritul Sportiv” clasa I (25 octombrie 1966) „pentru rezultatele deosebite obținute în competițiile sportive internaționale, precum și pentru contribuția valoroasă adusă la dezvoltarea culturii fizice și sportului în țara noastră”[2]

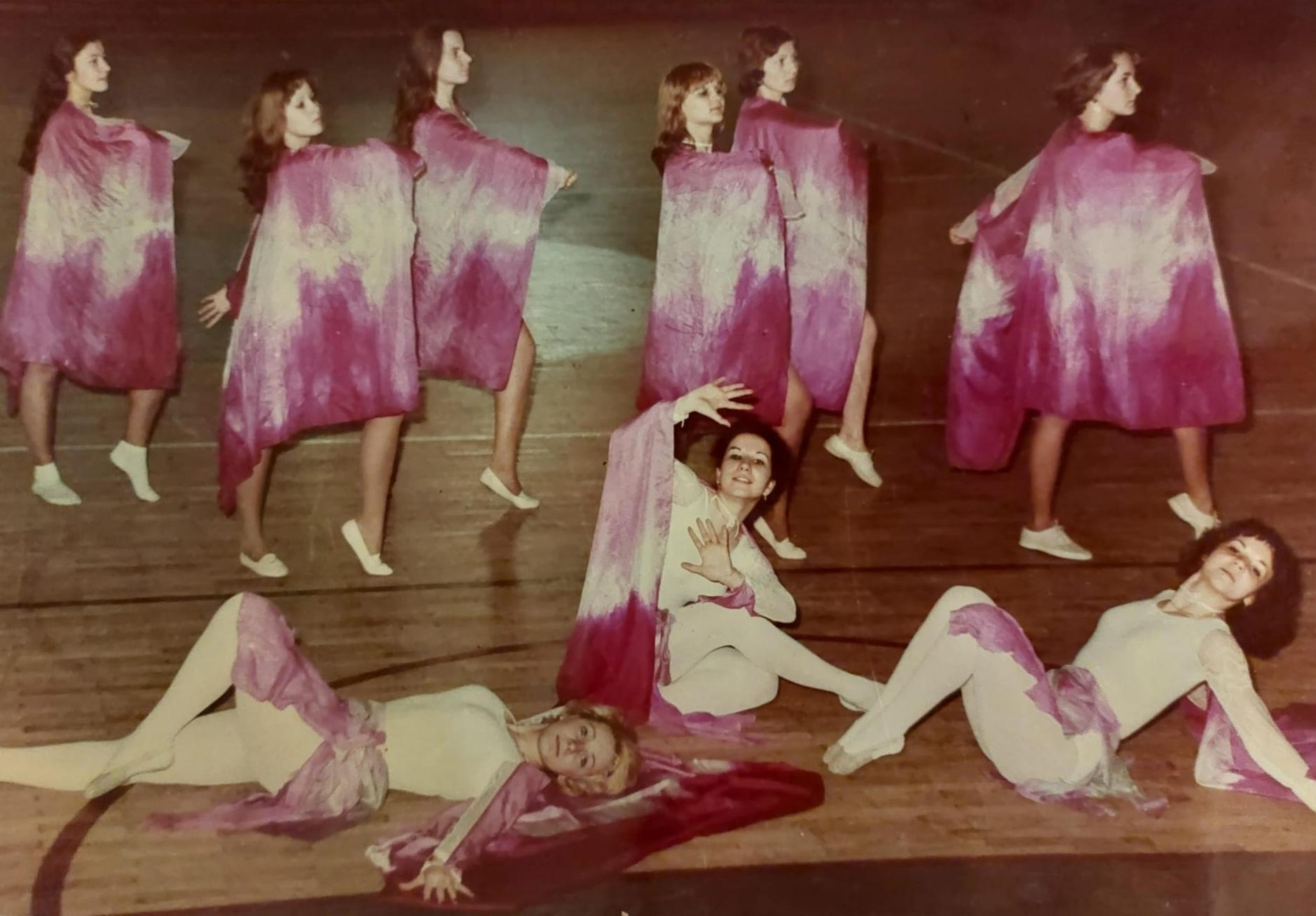

- 1997 - Titlul de "Antrenor Emerit"1998 - Implementarea "Short Hand System"(200 de mișcări sistematizate, simplificând  modul de arbitraj în gimnastica aerobică), primind felicitări de la F.I.G.
- Președintă a Comisiei de Gimnastică Aerobică de Performanță, împreună cu Marcela Fumea.
- Profesor universitar onorific la Universitatea Ecologică București.
- 01.12.2000 - Medalia Națională pentru Merit, clasa a II-a.
- 1998 - La finalul acestui an se retrage din funcția de președintă a Comisiei de Gimnastică Aerobică pentru a-și îngriji soțul, actorul Mihai Stoenescu cu care a format un model de căsnicie, acesta din urma fiind un real stimulent artistic al Ginetei Stoenescu, dotat cu un discernământ și un echilibru in viata deosebit. Mihai Stoenescu se stinge din viata in anul 2000.

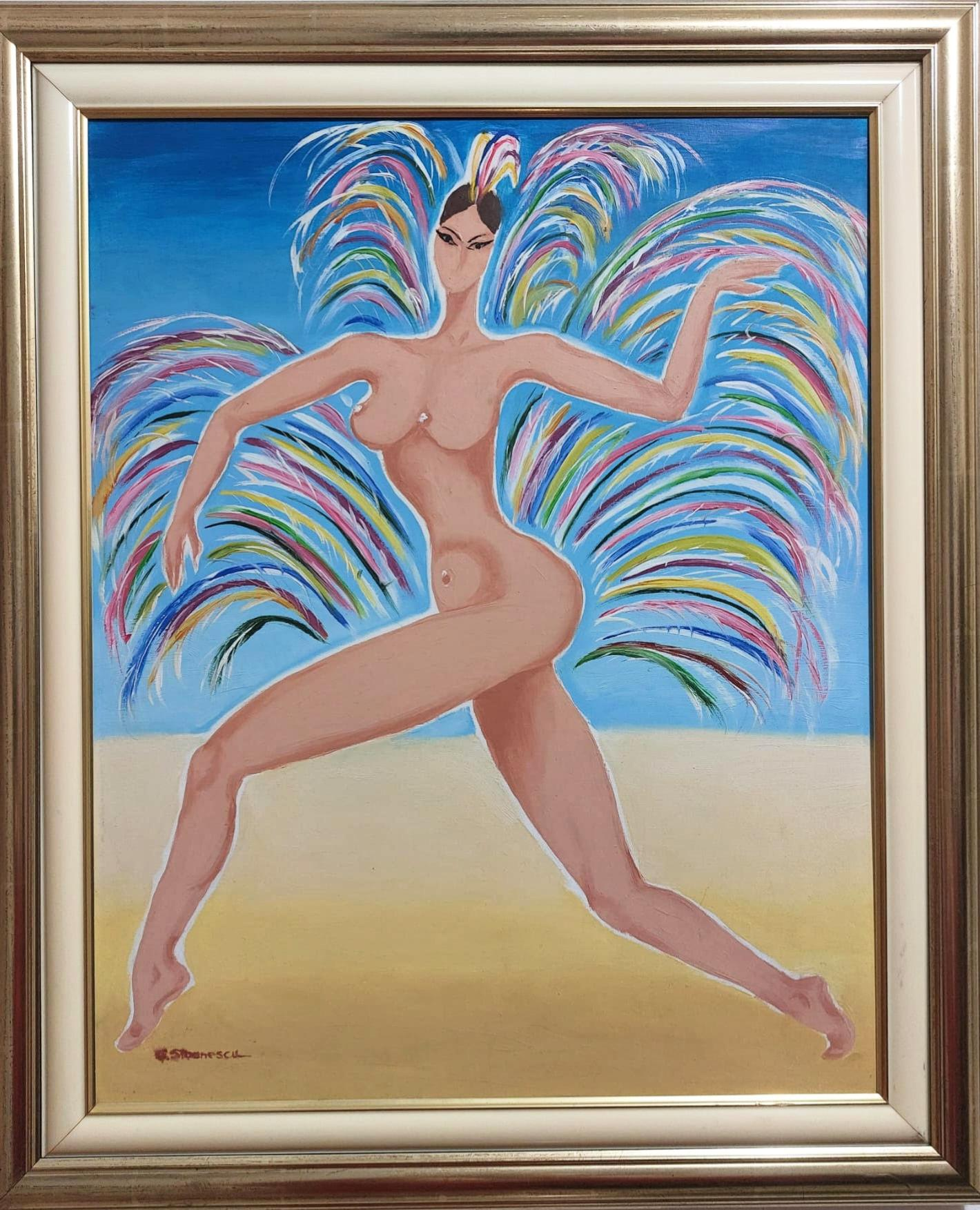

- După pierderea soțului în 2000, se dedică picturii, urmând cursuri la Școala Populară de Artă.2000-2002 - Realizează 40 de lucrări în tempera și ulei, abordând toate genurile (nud, peisaj, portret, natura moarta, compoziție) obținând în 2001 legitimația de Artist Amator.
- 2002 - Deschide o expoziție personală la Galeriile Casei Armatei din București, Ambasada Braziliei achiziționând două lucrări.
- 2002-2003 - Pregătește o nouă expoziție, lucrând în guașe și acuarelă.
- Se retrage din activitățile universitare la 75 de ani din motive de sănătate, fiind aleasă membră de onoare în Consiliul Profesoral al Universității Ecologice și Comisia Națională de Sport Aerobic.
- Pe 25.03.2003, părăsește această lume, lăsând un autoportret cu dedicație pentru fiecare gimnastă din grupul ei.

## Lucrări publicate
1. 1961 - "Exerciții de Echilibru" – Ed. U.C.F.S.
2. 1963/1966/1968 - "Gimnastica Zilnică pentru Femei" – Ed. U.C.F.S.
3. 1966 - "Obezitatea și Combaterea Ei" – Ed. U.C.F.S.
4. 1967 - "Gimnastica de Înviorare în Cămine și Internate"
5. 1973 - "Doriți să vă Fortificați" – Ed. Stadion
6. 1975 - "Programe de Dans și Gimnastică Ritmică Modernă" – Ed. Sport Turism
7. 1978 - "Gimnastica Ritmică Modernă" – Ed. Sport Turism
8. 1981 - "Culturismul pentru Femei" – Ed. Sport Turism
9. "Gimnastica Aerobică și Sportul Aerobic" – Ed. ISPE
10. 2002 - "200 Exerciții de Gimnastică Aerobică de Întreținere pentru Femei și Bărbați, Pași de Dans" - Ed. ISPE
11. 2002 - "500 de Exerciții cu Obiecte Portative pentru Gimnastica de Întreținere și Sportul Aerobic" - Ed. ISPE

### Pliante principale
1. 1990 - "Tinerețe, Sănătate, Frumusețe" - Ed. Sport Turism
2. 1991 - "10 Minute de Frumusețe" - Ed. Ceres
3. 1994 - "Corectați-vă Atitudinea Corpului" - Ed. Ceres